# Каракашли
Каракашли́ (рос. Каракашлы, башк. Ҡараҡашлы) — присілок у складі Шаранського району Башкортостану, Росія. Входить до складу Дютюлинської сільської ради.
Населення — 61 особа (2010; 72 у 2002).
Національний склад:
- башкири — 97 %